# Partita (Penderecki)
Partita is een titel van een eendelige compositie van de Pool Krzysztof Penderecki.
Gedurende de laatste jaren van de jaren zestig keert Penderecki langzaam terug naar meer traditionele klassieke muziek, zonder zijn experimenteel verleden geheel te verbannen. Die teruggang ging ook gepaard met het gebruik van meer klassieke titels voor zijn werken; in 1973 zou zijn 1e symfonie volgen. Deze partita is gecomponeerd voor klavecimbel, elektrische gitaar; elektrische basgitaar, harp en contrabas met begeleiding van een klein symfonieorkest bestaande uit 22 strijkers, 9 houtblazers, 6 koperblazers, celesta en slagwerk. Deze partita is geen suite zoals voor sommige partita’s geldt; het is meer een concerto grosso, de klavecimbel is het belangrijkste (solo-)instrument. Het partita van Penderecki heeft ook geen thema, deze ontbreken volledig in het beginrepertoire van de componist, tenzij het experimenteren als thema wordt gebruikt. Penderecki gebruikt voor de klank van het klavecimbel de ervaringen die hij opdeed met bijvoorbeeld Threnos, waarbij het strijkorkest allerlei moderne strijktechnieken gebruikt. Het klavecimbel klinkt hier af en toe als duizenden spinnenpootjes.
Penderecki schreef het werk in opdracht van de Eastman School of Music in Rochester (New York). Het orkest van die muziekopleiding gaf dan ook de première onder leiding van Walter Hendl met als soliste Felicja Blumental op de klavecimbel, het was 11 januari 1972. In 1991 reviseerde Penderecki het werk.

## Discografie en bron
- Uitgave EMI Matrix 17: Pools Nationaal Radio-Symfonieorkest o.l.v. de dirigent
- Uitgave Naxos: Warschau Filharmonisch Orkest o.l.v. Antoni Wit, opname uit 2009
- Schott Music[dode link]